# Bartosz Soćko
Bartosz Soćko (Piaseczno, 10 november 1978) is een Poolse schaker. In 1999 werd hem door de FIDE de titel grootmeester (GM) toegekend.
In 1994 won Soćko het Poolse kampioenschap voor spelers tot 16 jaar en in 1995 het kampioenschap voor spelers tot 18 jaar. Sinds 1995 neemt hij regelmatig deel aan de Poolse kampioenschappen; in 2003 en 2005 werd hij tweede. Bij het in april/mei 2005 in Poznan gespeelde kampioenschap van Polen eindigde Soćko op de tweede plaats met 9 uit 13. Winnaar was Radosław Wojtaszek met 9½ uit dertien, terwijl Robert Kempiński met 8½ punt derde werd. In oktober 2005 werd Soćko met 5 punten uit 6 ronden gedeeld eerste in het Galway chess toernooi dat in Ierland gespeeld werd.
In 2006 won Soćko gedeeld met Robert Kempiński het Rubinstein-Memorial in Polanica-Zdrój.
In 2008 en in 2013 won hij het kampioenschap van Polen.
Bartosz Soćko nam twee keer deel aan het toernooi om de Wereldbeker schaken. In 2007 bereikte hij door een zege op Vladimir Georgiew de tweede ronde, waarin hij verloor van Zoltán Almási. In 2011 werd hij in de eerste ronde uitgeschakeld door Viktor Bologan.
In februari 2015 won hij het Graz Open toernooi.
Bartosz Soćko is getrouwd met schaakgrootmeester Monika Soćko (geb. Bobrowska). Het echtpaar heeft drie kinderen.